# 岡山県道66号落合加茂川線
岡山県道66号落合加茂川線（おかやまけんどう66ごう おちあいかもがわせん）は、岡山県真庭市から加賀郡吉備中央町を結ぶ県道（主要地方道）である。

## 概要

### 路線データ
- 起点：岡山県真庭市鹿田（国道313号交点）
- 終点：岡山県加賀郡吉備中央町加茂市場（岡山県道31号高梁御津線交点）

## 歴史
- 1993年（平成5年）5月11日 - 建設省から、県道落合加茂川線が落合加茂川線として主要地方道に指定される[1]。

## 路線状況

### 重複区間
- 岡山県道49号高梁旭線（吉備中央町尾原）

## 地理

### 通過する自治体
- 真庭市
- 加賀郡吉備中央町

### 交差する道路
| 交差する道路                                          | 市町村名 | 市町村名   | 交差する場所     | 交差する場所 |
| ----------------------------------------------------- | -------- | ---------- | ---------------- | ------------ |
| 国道313号                                             | 真庭市   | 真庭市     | 鹿田（かった）   | 起点         |
| 岡山県道333号上山旦土線                               | 真庭市   | 真庭市     | 上山（うえやま） |              |
| 岡山県道49号高梁旭線 重複区間起点                     | 加賀郡   | 吉備中央町 | 尾原（おばら）   |              |
| 岡山県道49号高梁旭線 重複区間終点                     | 加賀郡   | 吉備中央町 | 尾原             |              |
| 岡山県道371号豊岡上小森線                             | 加賀郡   | 吉備中央町 | 豊岡上           |              |
| 岡山県営広域営農団地農道吉備高原北部地区 / 奥吉備街道 | 加賀郡   | 吉備中央町 | 井原（いはら）   |              |
| 岡山県道372号下土井下加茂線                           | 加賀郡   | 吉備中央町 | 下土井           |              |
| 岡山県道31号高梁御津線                                | 加賀郡   | 吉備中央町 | 加茂市場         | 終点         |